# WASP-14b
WASP-14b є екзопланетою відкритою у 2008 році в рамках проекту СуперWASP, застосовуючи метод транзиту. Крива варіацій променевої швидкості, яка отримана з аналізу спектрів зорі WASP-14, вказує що маса планети WASP-14b є майже у вісім раз більшою за масу Юпітера. Радіус планети, отриманий з аналізу фотометричних вимірювань її транзиту по видимому диску материнської зорі, виявився на 25% більшим за радіус Юпітера. Зазначені дані вказують, що планета WASP-14b має одне з найбільших значень середньої густини серед екзопланет відомих на момент 2008 році.
Значення її радіусу отримане в результаті застосування моделі Fortney для симуляції фотометричних даних.